# Microzetes simplisetus
Microzetes simplisetus är en kvalsterart som först beskrevs av Sandór Mahunka 1998.  Microzetes simplisetus ingår i släktet Microzetes och familjen Microzetidae. Inga underarter finns listade i Catalogue of Life.